# Yutaka Taniyama
Yutaka Taniyama (jap. 谷山豊 Taniyama Yutaka, właśc. Taniyama Toyo; ur. 12 listopada 1927, zm. 17 listopada 1958) – japoński matematyk, który zajmował się teorią liczb, najlepiej znany z "twierdzenia modularności" (twierdzenie Shimura-Taniyama).